# جنگ روانی
جنگ روانی استفاده برنامه‌ریزی شده از تبلیغات به وسیله عوامل آشکاری همچون رادیو، تلویزیون، مطبوعات و عوامل پنهانی مانند شایعه به منظور تحریف عقاید، تضعیف روحیه و بی‌اعتبار کردن انگیزه‌ها و کاستن از اقتدار طرف مخالف می‌باشد.

## تاریخچه
جنگ در معنی منحصربه‌فرد خودش دارای دو گونه‌است: جنگ فیزیکی و جنگ روانی. جنگ فیزیکی امری کاملاً شناخته شده‌است و لازم نیست در موردش بیشتر چیزی گفته شود ولی معنی جنگ روانی در دیدگاه‌های بسیاری از مردم ناشناخته مانده‌است. جنگ روانی یکی از پیش پا افتاده‌ترین اصول زندگی بشر بر روی کرهٔ زمین است و اصولاً راز بقای او علاوه بر جنگ کلاسیک و فیزیکی، جنگ روانی نیز بوده‌است. تاریخچه جنگ روانی را می‌توان به سال‌ها پیش و تمدن‌های اولیه انسان بازگرداند. به زمان جنگ‌ها و مبارزات قبایل و افراد با یکدیگر که علاوه بر عملیات جنگیدن (فیزیکی) از اداها و نمودهای خاصی نیز برای ترساندن حریف استفاده می‌کردند. بی شک بشر این فن را از طبیعت عاریه گرفته و به گسترش آن پرداخته‌است. طبیعت که شامل موجودات غریزی پیرامون انسان می‌شود، با به کاربردن قوانین ساده در دل همدیگر رعب و وحشت ایجاد می‌کردند تا از نابودی خود جلوگیری کنند. جنگ فیزیکی و روانی در بیشتر جنبه‌ها با هم تفاوت دارند ولی در کل اگر بخواهیم آن‌ها را درست بررسی کنیم، جنگ روانی و جنگ فیزیکی در وجود دشمن با یکدیگر یکسانند؛ زیرا وجود دشمن (همان نابودکنندهٔ طبیعی) موجبات انسجام گروه یا دسته‌ها را فراهم می‌کند تا در برابر دشمن فرضی ایستادگی کنند؛ ولی در کل جنگ روانی بخشی از جنگ فیزیکی می‌باشد.

## تعاریف دیگر
همان‌طور که اشاره شد جنگ روانی یکی از پیش پا افتاده‌ترین اصول زندگی بشر بر روی کرهٔ زمین است و اصولاً راز بقای او علاوه بر جنگ کلاسیک و فیزیکی، جنگ روانی نیز بوده‌است ولی در چند دههٔ اخیر که رسانه‌ها و اطلاعات رشد بسیار زیادی کرده‌اند و به قولی، انفجار اطلاعات رخ داده‌است، دیگر جنگ روانی یک امر عادی و پیش پا افتاده برای بقاء محسوب نمی‌شود، بلکه نبردی است برای تسلط بر افکار و اذهان حال این نبرد می‌تواند برای برتری بر یک کلیت باشد یا می‌تواند تنها برای قبولاندن چیزی جزئی در ذهن مردم باشد. بعد از گذرهای اخیر در جهان و علی‌الخصوص بعد از جنگ جهانی دوم، دکترین‌های مختلفی برای ایجاد جنگ روانی و به چالش کشیدن اذهان به وجود آمد. از سخنرانی‌های مهیج هیتلر در مقابل سپاهیانش که به نوعی هیجان گرایی نازیستی منجر می‌شد بگیرید تا پیام‌های کوتاه و به ظاهر بی‌اهمیتی که هر روزه از تلویزیون‌های ملی و جهانی پخش می‌شوند و به ترتیبی خاص افکار و سیاست‌ها را جهت‌گیری شده، به مردم تحویل می‌دهند. نقش مخاطب در باور کردن یا نکردن این فوران‌های اطلاعاتی زیاد مورد اهمیت نیست، زیرا به هر ترتیب که شده این اطلاعات جهت‌گیری شده به خورد مخاطب (چه قبول فردی و چه قبول اجتماعی) داده می‌شوند.
یکی از اصول اساسی جنگ روانی جهل مخاطب است، زیرا مخاطب جاهل هیچ‌گاه به دنبال یافتن حقیقت نمی‌رود یا اگر به حقیقت هم بر حسب اتفاق برخورد بکند، آنچه را که از قبل در ذهنش فروکرده‌اند را قبول می‌کند تا حقیقتی بیرونی و ملموس تر. جنگ روانی همچنین طیف وسیعی از فعالیت‌ها تروریستی و خشونت مآبانهٔ سمبلیک را (که به‌منظور ارعاب ویا ترغیب مخالفان به تطبیق رفتار خود طراحی می‌شوند) را نیز در بر می‌گیرد. این دیدگاه فعالیت‌های پنهانی نظیر جاسوسی، براندازی، آدم‌کشی و دیگر اشکال تروریسم و سانسور را در قلمرو جنگ روانی قرار می‌دهد و به عبارتی با دستکاری کردن ماهیت‌ها، به مقصودهای پلید خودش دست پیدا می‌کند. مهم‌ترین جنبهٔ جنگ روانی، شکل‌دادن به نگرشهای عمومی ملت است حال این جنگ روانی ممکن است از طریق رسانه‌ها و به صورت شعار نمود یابد یا به صورتی عملی تر به صورت قتل و ارعاب. درجهٔ نزدیکی دولت‌ها به واژه‌هایی مانند دیکتاتوری، از واژه‌های اساسی که در جنگ‌های روانی و دکترین‌هایشان برداشت می‌شود، می‌باشد.

## چگونگی آغاز
در بسیاری از متونی که در رابطه با جنگ روانی بحث کرده‌اند، از متون ابتدای تمدن مانند کتاب دولت افلاطون تا دکترین‌های جدید و معتبر جهانی ولی در این میان می‌توان ۱۷۰ روش برای دامن زدن به جنگ روانی را نام برد. این روش‌ها گاهی سیاهترین و ننگ آورترین قوانینی است که برای فریب دادن ملت‌ها به کار گرفته می‌شوند و گاهی نیز دیدی مفیدتر بر آن‌ها حکم فرماست و در صدد بهبود دادن ناخودآگاه مردم در رابطه با امور جاری زندگی و جامعه هستند.
عوامل مؤثر در جنگ روانی:
- عوامل ذهنی الف:شناخت ذهنی افراد مخاطب ب:انگیزه‌های فردی ج:گرایشهای روانی
- عوامل محیطی الف: تفاوتهای، بینشی - مذهبی ب:تفاوتهای قومی نژادی ج:تفاوتهای طبقاتی (ثروتی)

این درجه‌بندی‌ها بر اساس دادن راهبردهایی مناسب برای در دست گرفتن تدبیر اداره کردن جنگ روانی در مواقع لزوم می‌باشد. عوامل ذهنی، بیشتر به نوع تأثیراتی که جنگ‌های روانی بر ذهن فردیت هر مخاطب می‌گذارند نظر دارد و می‌کوشد تا می‌تواند این تأثیرات را بهتر و بیشتر کند. عوامل محیطی، بر اصول حکمفرما بر جامعه ناظر است و سعی می‌کند از نقاط کوری که در دیدگاه‌های جامعه وجود دارد برای بهره‌برداری‌ها خود استفاده کند یا مغرضانه به آن‌ها نپردازد.
برخی از ویژگی‌های کارکنان جنگ روانی که در خدمت رسانه‌ها و دولت‌ها خدمت می‌کنند باید اینها باشد: * از نزدیک با خصوصیات روانی و اجتماعی و روحیات فردی جامعه آشنایی داشته باشند؛ زیرا در این صورت مخاطبان بهتر به آن‌ها اعتماد خواهند کرد و از طرفی بیشتر می‌توانند به خواص قومی و ملیتی نزدیک شوند.
- تسلط کامل به زبان جامعه. راز ارتباط برقرار کردن با بومی‌های یک جامعه تسلط بر دایرهٔ واژگانی آن‌ها است. کسی که برای این سرویس‌ها کار می‌کند باید مانند مردم کوچه و بازار (با کلمات و لحنها، مشکلات، دردها و بسیاری دیگر از شاخصه‌های آنها) باشد.
- سطح بالای سواد و آگاهی در رابطه با مسایل مربوط به جامعه.
- دارا بودن فکری خلاق وتحلیلی از مسایل سیاسی.

از دیگر جنبه‌های جنگ روانی می‌توان دلایل پذیرش یا نپذیرفتن آن را نام برد. کسانی که تحت دکترین‌ها به تحقیق و تفحص در این موارد همت می‌گمارند باید از گفتن کلمات کلی و انتزاعی بپرهیزند و نیز از طرح مباحث ایدئولوژیک و عمیق نیز دوری کنند زیرا مخاطبان عامی اکثراً دانش فهم آن را ندارند و نمی‌توانند پیام مطلب را درست دریافت کنند برای همین پیام رسانی باید در عین سادگی انجام گیرد، مانند یک ارتباط ساده و معمولی که مردم در کوچه و خیابان با یکدیگر بر قرار می‌کنند ولی نقطهٔ تفرق در این است که برای پذیرش و نهادینه کردن، از جلوه‌های ویژه و فن خاص تصویری یا جابه جایی کلامی در اخبار استفاده می‌شود البته شایان ذکر است که عواطف و عقاید مخاطب نباید مورد تاخت و تاز قرار گیرد، مخاطب تنها باید به تدریج در روند احساساتی تر شدن قرار گیرد تا در موقع لزوم طغیان کند و خودش به دست خودش عقایدش را دور بریزد.

## نکاتی دیگر
ما در دوره‌ای زندگی می‌کنیم که رسانه‌ها و مجامع بین‌المللی، رشد بسیار زیادی کرده‌اند و دیگر مانند سال‌های پیش، تنها یک خبرگزاری بزرگ یا یک سرویس خاص به نقل اطلاعات نمی‌پردازد، از طرفی انفجار اطلاعات و همه گیر شدن اینترنت، مجال سرعت در پردازش و انتقال اطلاعات را نیز فراهم کرده و از طرفی فضای بی‌انتهای اینترنت، امکان انتقال صحیح تر و تفسیر شده تر اطلاعات به مخاطبان، را فراهم آورده‌است. این انحصاری نبودن، امکان جنگ رسانه ای را از راه‌های گوناگون برای دولت‌های خودکامه و دیکتاتوری محدود کرده‌است و دیگر به آن‌ها اجازهٔ این را نمی‌دهد که بنا به خواست خود به تفسیر اطلاعات دست بزنند یا اطلاعات نادرست را برای مردم بازگو کنند.